# ハプログループL3 (mtDNA)
ハプログループL3 (mtDNA)（ハプログループL3 (ミトコンドリアDNA)、英: Haplogroup L3 (mtDNA)）とは、分子人類学で用いられる、人類のミトコンドリアDNAハプログループ（型集団）の分類のうち、ハプログループL1-6の子型のうち、「769, 1018, 16311」の変異により定義されるものである。東アフリカにおいて、80,000-104,000年前または60,000-70,000 年前に誕生した。出アフリカを果たしたハプログループNとハプログループMの祖先に当たる。

## 起源
ハプログループL3はアフリカ大陸北東部に多く分布し多様性も大きいこと、L3からアフリカ大陸以外に分布するハプログループMとNが分岐することから、通常L3は東アフリカで出現しそこから拡散した集団の一部が出アフリカを果たしてMとNになったと考えられている。傍証として、ハプログループLの中で系統的にL3と近いL6とL4もどちらも東アフリカに多く分布し、そこで多様性が大きいことが挙げられる。いっぽうで異説としてアジア起源説もある。

### アフリカ起源説
ハプログループL3は、7万年近く前の出アフリカの頃に発生した。拡散は東アフリカで始まり、西アジア、さらに数千年の間に南アジアと東南アジアに拡大した。いくつかの研究では、L3がアフリカからのこの移動に加わっていたことが示されている。L3の起源年代については、104,000〜84,000年前の範囲と推定されている。
Soares et al.(2012) では、L3の誕生年代はより新しい70,000-60,000年前とされ、L3は出アフリカに伴い約65,000〜55,000年前に東アフリカからユーラシアに、60,000〜35,000年前に東アフリカから中央アフリカに拡大した可能性が高いとしている。
Soares et al.(2016)では、L3は東アフリカで出現し、約70,000-60,000年前に出アフリカをしたとしている。
Vai et al.(2019) は、初期新石器時代の北アフリカの遺跡で新たに発見されたmtDNAハプログループNの古い系統のタイプから、ハプログループL3は70,000〜60,000年前に東アフリカで発生し、アフリカ内に広がり、アフリカを離れたとしている。出アフリカに伴い、mtDNAハプログループNは、アラビアまたは北アフリカでその直後（65,000〜50,000年前）に分岐し、mtDNAハプログループMがハプログループNとほぼ同時期に中東で発生したとしている。
Lipson et al.(2019) によると、西アフリカ人、東アフリカ人、非アフリカ人の祖先を含むグループは、約80,000〜60,000年前に東アフリカを起源とする共通の集団に由来するとし、そこが約70,000年前のハプログループL3の起源地であったとしている。

### アジア起源説
異説としてハプログループL3はアジアに起源を持つというものがある。その根拠として、L3から派生したハプログループMとNの最も古い系統は東南アジアからオセアニアにかけて存在しており、それらハプログループ間の合着年代が東から西へ向かって新しくなっていくことが挙げられている。これはL3が東アフリカ起源でMとNがそこから東向きに拡散したという想定とは合わない。L3、M、Nの分岐年代がいずれも7万年前頃であることから、この3つの集団は東南アジアで相次いで分岐したと考える事も可能である。2018年の研究では、同様にアジア起源が取り沙汰されているY染色体ハプログループDEの分岐年代がやはり7万年前頃であり、mtDNAハプログループL3とY染色体ハプログループEの分布に強い相関があること、それが現在の地理的・言語的な関係とは強く相関しないことから起源の古いイベントを反映していると考えられることを挙げ、L3系統は中央アジアに起源があり7万年前頃にアフリカ大陸へ戻ったという仮説を提示している。

## 分布
ハプログループL3は東アフリカでもっともよく見られるタイプである。エチオピアやアフリカの角、ソマリアのみならず、エジプト、チャド、ベルベル人などでも見られることから、おそらくアフロ・アジア語族の拡散と関連していると考えられる。